# 실바나 티린초니
실바나 페트라 티린초니(이탈리아어: Silvana Petra Tirinzoni, 1979년 6월 25일~)는 스위스의 컬링 선수이다. 2018년과 2022년 동계 올림픽에 스위스 국가대표로  참가했으며 세계 선수권 대회에서 4번 우승했다.

## 역대 팀 구성원
| 시즌    | 스킵               | 서드                                  | 세컨드              | 리드                 |
| ------- | ------------------ | ------------------------------------- | ------------------- | -------------------- |
| 1997–98 | 실바나 티린초니    | 미셸 크노벨                           | 브리기테 쇼리       | 마르티나 폰 아르크스 |
| 1998–99 | 실바나 티린초니    | 미셸 크노벨                           | 브리기테 쇼리       | 마르티나 폰 아르크스 |
| 2005–06 | 실바나 티린초니    | 잔드라 아팅거                         | 아나 노이엔슈반더   | 에스더 노이엔슈반더  |
| 2006–07 | 실바나 티린초니    | 에스더 노이엔슈반더                   | 아나 노이엔슈반더   | 잔드라 아팅거        |
| 2009–10 | 실바나 티린초니    | 이렌 쇼리                             | 크리스틴 우레흐     | 잔드라 간텐바인      |
| 2010–11 | 실바나 티린초니    | 이렌 쇼리                             | 에스더 노이엔슈반더 | 잔드라 간텐바인      |
| 2011–12 | 실바나 티린초니    | 이렌 쇼리                             | 에스더 노이엔슈반더 | 잔드라 간텐바인      |
| 2012–13 | 실바나 티린초니    | 마를렌 알브레히트                     | 에스더 노이엔슈반더 | 잔드라 간텐바인      |
| 2013–14 | 실바나 티린초니    | 마누엘라 지크리스트                   | 에스더 노이엔슈반더 | 마를렌 알브레히트    |
| 2014–15 | 실바나 티린초니    | 마누엘라 지크리스트                   | 에스더 노이엔슈반더 | 마를렌 알브레히트    |
| 2015–16 | 실바나 티린초니    | 마누엘라 지크리스트                   | 에스더 노이엔슈반더 | 마를렌 알브레히트    |
| 2016–17 | 실바나 티린초니    | 마누엘라 지크리스트 캐시 오버턴클래펌 | 에스더 노이엔슈반더 | 마를렌 알브레히트    |
| 2017–18 | 실바나 티린초니    | 마누엘라 지크리스트                   | 에스더 노이엔슈반더 | 마를렌 알브레히트    |
| 2018–19 | 알리나 페츠 (포스) | 실바나 티린초니 (스킵)                | 에스더 노이엔슈반더 | 멜라니 바르베자      |
| 2019–20 | 알리나 페츠 (포스) | 실바나 티린초니 (스킵)                | 에스더 노이엔슈반더 | 멜라니 바르베자      |
| 2020–21 | 알리나 페츠 (포스) | 실바나 티린초니 (스킵)                | 에스더 노이엔슈반더 | 멜라니 바르베자      |
| 2021–22 | 알리나 페츠 (포스) | 실바나 티린초니 (스킵)                | 에스더 노이엔슈반더 | 멜라니 바르베자      |